# Shen Fu
Shen Fu (沈復) fue un escritor chino de la dinastía Qing, nacido en 1763 y probablemente fallecido en 1810.
De él se conservan solo 4 capítulos de su autobiografía Seis capítulos de una vida flotante (浮生六記) hallada en 1849 e impresa en 1877. 
- Datos: Q2536277